# Holínky

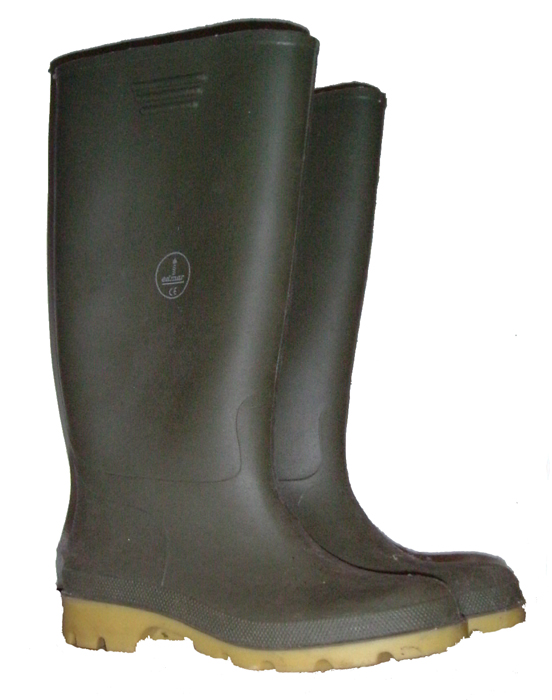
Pár holínek

Holínky jsou obuv zakrývající i holeně nohou. Nejčastěji se tak nazývá speciální druh gumové ochranné obuvi (gumáky či gumovky), která je primárně určena k ochraně před vodou a bahnem. Jsou tvořeny botou, která má prodlouženou ochranou část až pod kolena, či v některých speciálních případech (rybářské holínky, tzv. "broďáky") kryje celou dolní končetinu. Ochrana je tvořena vrstvou z gumy či PVC, která se nachází na povrchu bot a jež má zamezit pronikání vody a dalších látek. Tradičně se však jako holínky označují i jiné holeňové boty, například kožené.

## Holínky nebo gumáky?
Výrazy holinky a gumáky se obvykle volně zaměňují jako synonyma, což ale v některých případech není příliš vhodné. Kožené (např. jezdecké) holinky nelze označit jako gumáky, naproti tomu se můžeme setkat s rozporuplným spojením kotníkové holínky. Významové rozdíly pramenící z názvů se stíraji a obě slova jsou společně vnímána jako označení druhu ochranné nepromokavé obuvi bez ohledu na její výšku a použitý materiál. (Striktně vzato by se tato obuv vyrobená z jiného materiálu než gumy nemohla označovat jako gumáky.) Výraz holinky je více formální, gumáky jsou naproti tomu výrazem spíše hovorovým.

## Historie
Holínky byly popularizovány hlavně Arthurem Wellesleyem, vévodou z Wellingtonu, v 19. století (v angličtině se pro ně vžilo označení wellington boots), ale jejich historie sahá až do 18. století. Wellington je nechal vyrábět z telecí kůže, guma se k jejich výrobě začala používat až ve 2. pol. 19. století.

## Folklór
V jižní Africe (zejména v Zimbabwe a Jihoafrické republice) existuje specifický taneční žánr, gumboot dance (isicathulo, holínkové tance), který vznikl mezi černošskými horníky ze zlatých dolů a později se stal běžnou součástí populární kultury. Jako jiné africké styly využívá polyrytmie a zapojení celého těla. Holínky jako idiofonní perkusní nástroj se využívají k dupání (efekt může být zdůrazněn zvonečkem přivěšeným k botě) i pleskání dlaní o plochu holínky a dotvářejí i vizuální stránku tance. Mají společné prvky se stepovými tanci, ale i s mnoha styly lidových tanců z celého světa, holínky (čižmy) jsou například i součástí některých moravských krojů.